# Thomas Howard, II duque de Norfolk
Thomas Howard, II duque de Norfolk, Caballero de la Jarretera, Conde Mariscal (Stoke by Nayland 1443 – Castillo de Framlingham 21 de mayo de 1524), conocido como Conde de Surrey entre 1483 y 1514, era el hijo único de John Howard, I Duque de Norfolk con su primera esposa, Katherine Moleyns. Sirvió a cuatro reyes como militar y estadista. El duque fue abuelo de Ana Bolena y Catalina Howard, esposas del rey Enrique VIII y a través de su nieta Ana Bolena, bisabuelo de la reina Isabel I de Inglaterra.

## Primeros años
Thomas Howard, II duque de Norfolk, nació en 1443 en Stoke by Nayland, Suffolk, el único hijo de John Howard I Duque de Norfolk y su primera esposa Catalina, hija de William Moleyns y su esposa Margery. Fue educado en el Thetford Grammar School.

## Eduardo IV
Durante su juventud entró al servicio de Eduardo IV como palafrenero. Tras el estallido de la guerra en 1469 contra el Conde de Warwick, Thomas tomó partido por el rey, refugiándose en Colchester cuando el rey huyó a Holanda en 1470. Howard se unió nuevamente al ejército real cuando Eduardo regresó a Inglaterra en 1471, siendo herido de gravedad en la batalla de Barnet. En 1478 fue ordenado caballero por Eduardo IV en los esponsales del segundo hijo del rey, el joven Duque de York, y Lady Ana Mowbray.

## Ricardo III
Tras la muerte de Eduardo IV el 9 de abril de 1483 Thomas y su padre apoyaron al usurpador Ricardo III. Thomas portó la Espada del Estado en la coronación del rey, y sirvió como mayordomo en el banquete posterior. Tanto Thomas como su padre recibieron tierras del nuevo monarca y una pensión anual de 1.000 libras. El 28 de junio de 1483, John Howard fue creado Duque de Norfolk, mientras que Thomas fue creado Conde de Surrey. Surrey juró también como miembro del Consejo Privado y fue investido miembro de la Orden de la Jarretera. En el otoño de ese mismo año Norfolk y Surrey sofocaron una revuelta contra el rey encabezada por el Duque de Buckingham. Ambos Howard permanecieron fieles y cercanos a Ricardo durante su reinado, y lucharon en su bando en Bosworth en 1485, donde Surrey fue herido y hecho prisionero, y su padre resultó muerto. Surrey fue condenado por el primer Parlamento del nuevo rey, Enrique VII, desposeído de sus tierras y confinado en la Torre de Londres, donde pasaría los siguientes tres años.

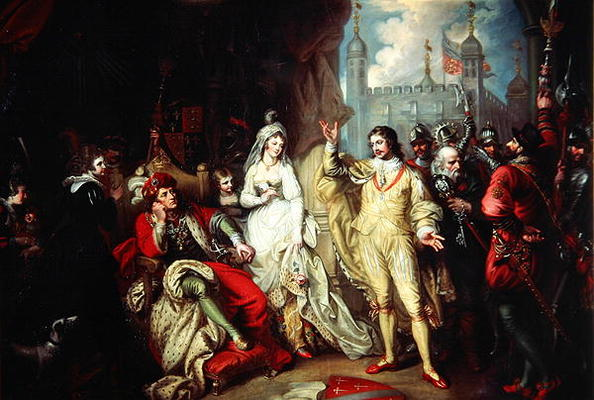
Norfolk defendiendo su lealtad a Ricardo III ante Enrique VII tras la Batalla de Bosworth.

## Enrique VII
Howard tuvo ocasión de escapar durante la rebelión de John de la Pole, conde de Lincoln en 1487, pero la dejó pasar, esperando quizás convencer a Enrique VII de su lealtad. En mayo de 1489, Enrique le restituyó el condado de Surrey, aunque la mayoría de sus tierras fueron retenidas, y le envió a tratar con una rebelión en Yorkshire. Surrey permaneció en el norte como teniente del rey hasta 1499. En 1499 fue nuevamente requerida su presencia en la corte, y acompañó al rey en una visita oficial a Francia el año siguiente. En 1501 fue nuevamente hecho miembro del Consejo, y el 16 de junio recibió el cargo de Gran Tesorero. Surrey, el obispo Richard Foxe, Lord del Sello Privado, y el Arzobispo William Warham, el Lord Canciller, conformaron el triunvirato ejecutivo del rey. Howard encabezó varias misiones diplomáticas. En 1501 participó en las negociaciones de boda entre Catalina de Aragón y Arturo Tudor, y en 1503 acompañó a Margarita Tudor a Escocia para su boda con  Jacobo IV de Escocia.

## Enrique VIII
A la muerte de Enrique VII en abril de 1509, Surrey fue uno de los ejecutores de su testamento, y jugó un papel destacado en la coronación de Enrique VIII, en la que sirvió como Conde Mariscal. Disputó al cardenal Thomas Wolsey el puesto de primer ministro del nuevo rey, pero finalmente aceptó la supremacía del cardenal. Surrey esperaba dirigir a la expedición de 1513 a Francia, pero se quedó en Inglaterra cuando el rey partió hacia Calais el 30 de junio de 1513. Poco después, Jacobo IV invadía Inglaterra y Surrey, con la ayuda de otros nobles y de sus hijos Thomas y Edmund, derrotaron al ejército de Jacobo en la Batalla de Flodden Field el 9 de septiembre de 1513. Los escoceses pudieron haber perdido unos 10 000 hombres y el propio rey Jacobo IV murió durante la batalla. La victoria en Flodden proporcionó al duque gran renombre popular y recompensas reales. El 1 de febrero de 1514 fue creado Duque de Norfolk y su hijo Thomas Conde de Surrey. Ambos recibieron tierras y pensiones, y las armas de los Howard fueron modificadas en honor a la batalla, con el león de Escocia con la boca atravesada por una flecha.

Escudo de armas de Norfolk modificado

## Últimos años
Durante la última década de su vida, Norfolk prosiguió su carrera como cortesano, diplomático y soldado. En 1514 se unió a Wolsey y a Foxe para negociar el matrimonio de María Tudor con Luis XII de Francia, y escoltó a la hermana del rey para la boda. El 1 de mayo de 1517 dirigió un ejército privado formado por 1.300 hombres para contener unos disturbios en Londres. En mayo de 1521 presidió como Lord Gran Mayordomo el juicio contra Edward Stafford, duque de Buckingham. Según Head, 'pronunció la sententcia de muerte con lágrimas corriendo por su cara'.
En la primavera de 1522, Norfolk contaba con casi 80 años de edad y una salud en declive. Se retiró de la corte, dimitió como Gran Tesorero en favor de su hijo en diciembre de ese año y, tras asistir a la inauguración del Parlamento en abril de 1523 se retiró a su castillo ducal de Framlingham en Suffolk donde murió el 21 de mayo de 1524. Se dice que sus exequias, que tuvieron lugar el 22 de junio en el Priorato de Thetford fueron 'espectaculares y enormemente caras, costando en torno a 1.300 libras, incluyendo una procesión de 400 encapuchados portando antorchas y un elaborado palio con 100 efigies de cera y 700 velas', según correspondía al más rico y poderoso par de Inglaterra. Tras la disolución del Priorato, las tumbas de los Howard fueron trasladadas a la Iglesia de San Miguel Arcángel, Framlingham. Un bronce monumental, perdido desde hace tiempo que representaba al II duque se encontraba en la Iglesia de Santa María en Lambeth.

## Matrimonios y descendencia
El 30 de abril de 1472, Howard se casó con Elizabeth Tilney, hija de Sir Frederick Tilney de Ashwellthorpe, Norfolk, y viuda de Sir Humphrey Bourchier, muerto en Barnet, hijo y heredero de Sir John Bourchier, I Baron Berners. Tuvieron descendencia:
- Thomas Howard, III duque de Norfolk
- Sir Edward Howard[6]
- Lord Edmund Howard, padre de la quinta esposa de Enrique VIII, Katherine Howard[7]
- Sir John Howard (1482-1503)
- Henry Howard (1483-?)
- Charles Howard (1487-1512)
- Henry Howard (el joven)(1489-?)
- Richard Howard (1491-1517)
- Elizabeth Howard, casada con Tomás Bolena, madre de Ana Bolena, y abuela de Isabel I[8]
- Muriel Howard (1485-1512), casada con John Grey, Vizconde Lisle y en segundas nupcias con Sir Thomas Knyvet[9]
- Hija (muerta joven)[10]

Elizabeth falleció el 4 de abril de 1497 y el 8 de noviembre, Surrey se casó con Agnes Tilney, prima de Elizabeth e hija de Hugh Tilney de Skirbeck y Boston, Lincolnshire y de una hija de Walter Tailboys. Tuvieron descendencia:
- William Howard (1510-1573), Baron Howard de Effingham[11]
- Lord Thomas Howard (1511–1537)[12]
- Dorothy Howard (1508-1545), casada con Edward Stanley, Conde de Derby[13]
- Anne Howard (1499-25 de noviembre de 1558), casada con John de Vere, XIV conde de Oxford[14]
- Catalina Howard (1501-1554), se casó en primer lugar, con Rhys ap Griffith. Casada en segundo lugar, con Henry Daubney, 1r conde de Bridgewater.
- Elizabeth Howard (1504-1534), se casó con Enrique Radclyffe, 2do conde de Sussex.